# 劉超常
刘超常（1890年－1981年），字光典，南海人。毕业于南京陆军中学第三期。歴任陆军中将、国民革命军第五军参谋处长、中将参谋长等职。
刘超常係1914-16年毕业于保定陆军军官学校第二期炮科。1917年任西江广阳绥靖处军事委员、广东警备军营长、第二路统领、粤军第四军第一支队副司令。1922年任东路讨贼军左翼指挥部团长。
1925年任国民革命军第五军参谋处长、中将参谋长。1927年任广州警备司令部参谋长。1929年任国民政府军事委员会高级参议。1932年任廣東省政府民政廳科長。1935年任安徽省第五区行政督察专员兼保安副司令及保安第十一团团长。1938年任順德縣縣長。1944年底任军事委员会驻粤军事特派员公署参谋长，授陆军少将。
1947年初退役，12月任番禺县县长。1949年移居香港，1981卒。
http://d.wanfangdata.com.cn/LocalChronicleItem_7616029.aspx [《民國廣東將領志》]